# Dług potencjalny
Dług potencjalny inaczej warunkowy (ang. contingent debt) – to zobowiązania wynikające z aktualnych aktów prawnych bądź zawartych umów, których wysokość jest trudna do określenia, a zapadalność wiąże się z wystąpieniem konkretnego zdarzenia, które może także nie nastąpić. Chodzi tu o dwie grupy zobowiązań. Pierwsza to zobowiązania, które mogą powstać w związku z udzielonymi przez Skarb Państwa oraz samorządy poręczeniami i gwarancjami. Do drugiej grupy należy zaliczyć zobowiązania systemu emerytalnego. Skumulowane przewidywane wypłaty świadczeń pieniężnych (emerytur), z uwzględnieniem ich struktury czasowej, tworzą sumę zbowiązań, którą określa się jako dług emerytalny. W istocie o długu emerytalnym należy mówić, gdy wystąpi nadwyżka skumulowanych przewidywanych świadczeń nad skumulowanymi przyszłymi składkami. Ze względu na fakt, iż publicznoprawne systemy emerytalne nie są z reguły zrównoważone finansowo i wymagają dotowania z budżetu państwa stwarza to poważne perspektywiczne zagrożenie dla finansów publicznych.
Pojęciem zbliżonym do długu potencjalnego, czy długu emerytalnego jest dług ukryty (ang. hidden debt lub implicit debt). Ukryty dług publiczny to finansowe zobowiązania państwa nieuwzględnione w jego sprawozdawczości budżetowej. Podstawowym jego źródłem są przyszłe zobowiązania państwa, m.in. z tytułu wypłaty emerytur i zasiłków dla bezrobotnych oraz funkcjonowania systemu opieki zdrowotnej. Ukryty dług publiczny powstaje wtedy, gdy wartość bieżąca przyszłych świadczeń na rzecz obecnie żyjących pokoleń jest większa od wartości bieżącej płatności finansujących działanie tych publicznych systemów. Jest to określane mianem międzypokoleniowej nierównowagi.   
Dług potencjalny, powstały w wyniku zaciągania określonych rodzajów zobowiązań przez władze centralne, w teorii finansów rozpatrywany jest często jako źródło ryzyka fiskalnego i wielu negatywnych zjawisk budżetowych oraz gospodarczych. Tego rodzaju zobowiązanie traktuje się jako przyczynę „ukrytego deficytu” (ang. hidden deficit) lub nawet „iluzji fiskalnej” (ang. fiscal illusion). Podłożem krytyki długu potencjalnego jest przede wszystkim problem z jego ujęciem rachunkowym.